# Destan (Fernsehserie)
Destan ist eine türkische Fernsehserie, die von 2021 bis 2022 auf ATV ausgestrahlt wurde.

## Handlung
Während einer Reise werden Alpagu Han und seine Streitkräfte von den Chinesen überfallen, aus der Alpagu als Sieger hervorgeht. Balamir Yabgu findet bei einem der chinesischen Soldaten eine Notiz, dass Tilsim Hatun (Alpagus zweite Frau) und ihr Vater Toygar Han die Verräter sind. Darum tötet Alpagu seine Frau Tilsim. 15 Jahre später arrangiert Alpagu Batugas Heirat mit seiner Cousine Kircicek, der Tochter von Balamir Yabgu. Als Alpagu auf dem Weg ist, um Kirciceks Hand zu finden, wird er von Akkız erschossen, was dazu führt, dass der Dağ-Stamm überfallen wird und Akkız und viele andere Mädchen gefangen genommen werden. Dabei trifft Akkız auf einem Mann namens Batuga. Batuga hilft Akkız vor der Flucht. Auf der Flucht geraten in einen Konflikt mit Alpagu Han. Es wird auch offenbart, dass Tilsim Bike und ihr Vater keine Verräter waren, sondern von Ulu Ece, der ersten Frau von Alpagu, aus Eifersucht reingelegt wurden. Nach der Ankunft der Itbraklar schließen sie endlich Frieden. Die Serie endet mit der Heirat von Akkız und Batuga und Batuga wird zum Herrscher ernannt. Batuga wurde in der letzten Episode von Ulu Ece getötet, der schließlich von Akkız getötet wurde. Akkız besteigt den Thron und wird der neue Königin des Reiches.

## Besetzung
| Schauspieler         | Rolle         | Folge | Anmerkungen |
| -------------------- | ------------- | ----- | --- |
| Ebru Şahin           | Akkız         | 1–28  | Die Frau von Batuga Tegin, sowie die Schwiegertochter von Alpagu Han und Ulu Ece. Wird später Herrscherin des Reiches. |
| Edip Tepeli          | Batuga Tegin  | 1–27  | Der Sohn von Alpagu Han und Tilsim Bike, sowie der Stiefsohn von Ulu Ece und der Ehemann von Akkiz.                    |
| Selim Bayraktar      | Alpagu Han    | 1–27  | Der Ehemann von Tilsim Bike und Ulu Ece, sowie der Vater von Batuga Tegin.                                             |
| İpek Karapınar       | Çolpan Hatun  | 1–28  | Tante von Batuga |
| Burak Tozkoparan     | Temur Tegin   | 1–28  | Der Sohn von Alpagu Han und Ulu Ece, sowie der Halbbruder Bruder von Batuga                                            |
| Deniz Barut          | Ulu Ece       | 1–28  | Eine weitere Ehefrau von Alpagu Han.                                                                                   |
| Teoman Kumbaracıbaşı | Balamir Yabgu | 1–22  | Der Bruder von Alpagu.                                                                                                 |
| Aysel Yıldırım       | Kam Kadım     | 1–27  | Die Schamanin des Reiches                                                                                              |

## Produktion und Veröffentlichung
Die Serie wurde von 23. November 2021 bis 15. September 2022 auf ATV ausgestrahlt. Der Produzent der Serie war Mehmet Bozdağ. Regie führten Emir Khalilzadeh, Fethi Bayram and Metin Günay und Ali Aytaç Sakal. Die Drehbücher schrieben Nehir Erdem und Ayşe Ferda Eryılmaz. In den Hauptrollen spielen Ebru Şahin, Edip Tepeli und Selim Bayraktar.